# Canton de Tours-Nord-Ouest
Le canton de Tours-Nord-Ouest est un ancien canton français situé dans le département d'Indre-et-Loire et la région Centre.

## Composition

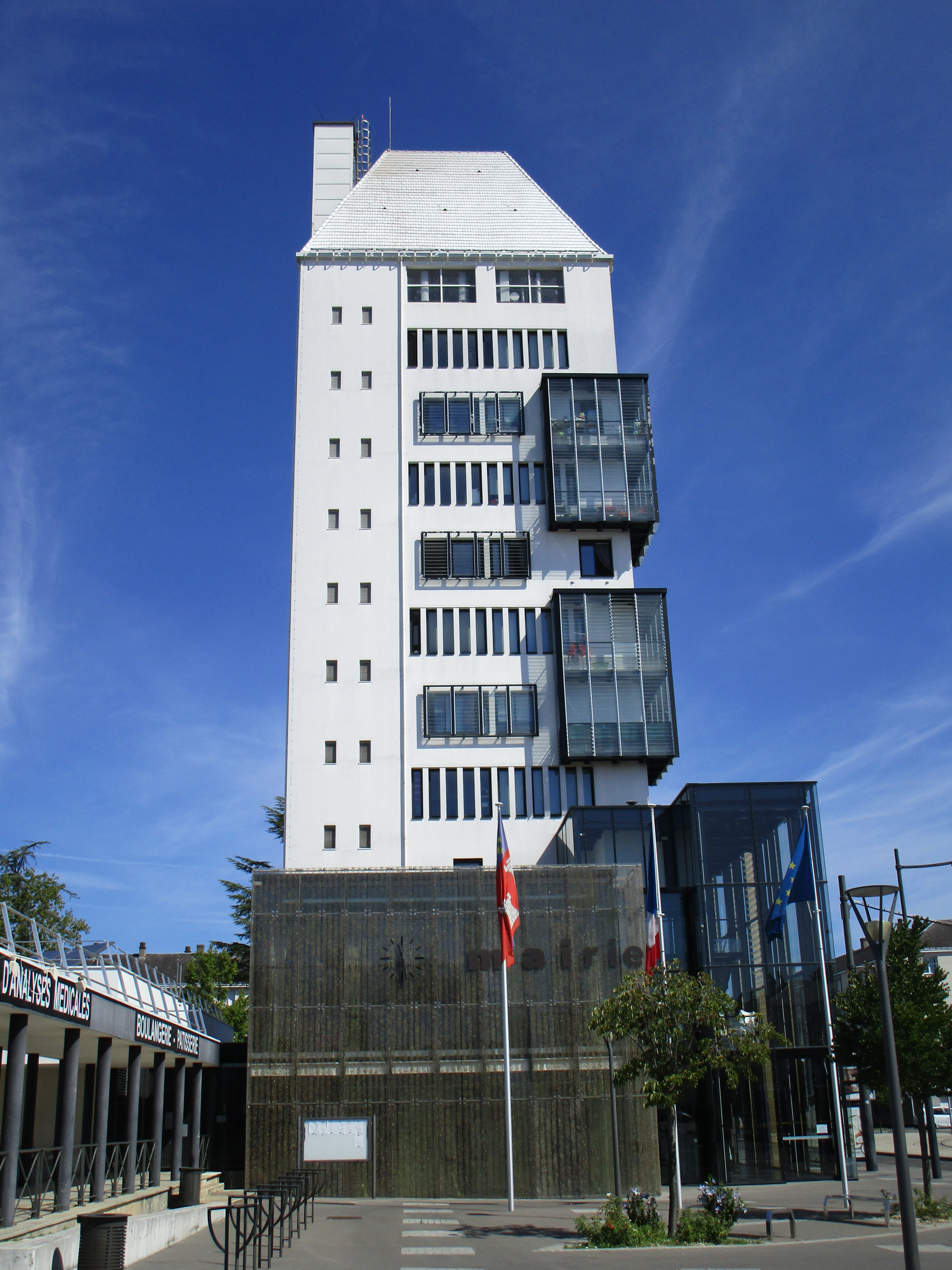
Le quartier Beffroi-Europe était inclus dans le canton.

Lors de sa disparition en 2015, le canton de Tours-Nord-Ouest se compose de la partie de la ville de Tours délimitée de la façon suivante :
- au nord par la limite communale de Mettray, la limite communale de Notre-Dame-d'Oé
- au sud par l'avenue André Maginot, l'avenue du Mans
- à l'ouest par la limite communale de Saint-Cyr-sur-Loire

## Histoire
Canton créé par les décrets du 20 janvier et du 5 février 1982 (dédoublement du canton de Tours-Nord).
| Période | Période | Identité          | Étiquette | Qualité |
| ------- | ------- | ----------------- | --------- | --- |
| 1982    | 1985    | Jean-Michel Testu | PS        | Directeur d'établissement spécialisé (IMP) Conseiller municipal de Tours Député (1981-1986) et (1988-1993) |
| 1985    | 1998    | Michel Montaubin  | RPR       | Gérant de société Conseiller municipal de Tours                                                            |
| 1998    | 2015    | Mme Claude Roiron | PS        | Enseignante Adjointe au maire de Tours Présidente du Conseil Général (2008-2011)                           |

## Démographie
| 1982 | 1990   | 1999   | 2006   | 2011   | 2012   |
| ---- | ------ | ------ | ------ | ------ | ------ |
| -    | 18 079 | 17 694 | 16 791 | 16 306 | 16 779 |

### Sources
1. ↑  Structure de la population du canton de 1968 à l'année de la dernière population légale connue
2. ↑  Fiches Insee - Populations légales du canton pour les années 2006, 2011, 2012